# Abderrahmane Selmi
Abderrahmane Selmi est un footballeur international algérien né le 5 mai 1977 à El Biar dans les hauteur d'Alger. Il évoluait au poste de milieu droit.

## Biographie
Abderrahmane Selmi reçoit deux sélections en équipe d'Algérie. Il débute en équipe nationale le 20 décembre 1997, sous les ordres d'Abderrahmane Mehdaoui.
En club, il évolue principalement en faveur du CR Belouizdad et du MC Alger.
Il participe à la Ligue des champions d'Afrique en 2001 et 2002 avec l'équipe de Belouizdad.

## Palmarès
- Champion d'Algérie en 2000 et 2001 avec le CR Belouizdad
- Vice-champion d'Algérie en 1999 avec le CR Belouizdad
- Finaliste de la Coupe d'Algérie en 2003 avec le CR Belouizdad
- Vainqueur de la Coupe de la Ligue d'Algérie en 2000 avec le CR Belouizdad